# Ravenswood (Virginia Occidental)
Ravenswood es una ciudad ubicada en el condado de Jackson en el estado estadounidense de Virginia Occidental. En el Censo de 2010 tenía una población de 3876 habitantes y una densidad poblacional de 789,31 personas por km².

## Geografía
Ravenswood se encuentra ubicada en las coordenadas 38°57′23″N 81°45′43″O / 38.95639, -81.76194. Según la Oficina del Censo de los Estados Unidos, Ravenswood tiene una superficie total de 4.91 km², de la cual 4.73 km² corresponden a tierra firme y (3.74%) 0.18 km² es agua.

## Demografía
Según el censo de 2010, había 3876 personas residiendo en Ravenswood. La densidad de población era de 789,31 hab./km². De los 3876 habitantes, Ravenswood estaba compuesto por el 97.45% blancos, el 0.23% eran afroamericanos, el 0.13% eran amerindios, el 0.72% eran asiáticos, el 0.03% eran isleños del Pacífico, el 0.15% eran de otras razas y el 1.29% pertenecían a dos o más razas. Del total de la población el 1.01% eran hispanos o latinos de cualquier raza.